# Junia (namn)
Junia är ett kvinnonamn med latinskt ursprung bildat från namnet på gudinnan Juno i romerska mytologin. 
År 2006 fanns det 99 kvinnor i Sverige som bar förnamnet Junia. Av dessa hade 46 namnet Junia som tilltalsnamn/förstanamn. Junia har ingen namnsdag.